# Iglesia de San Francesco di Paola (Milán)
La iglesia de San Francesco di Paola es un lugar de culto católico ubicado en el centro histórico de Milán, en via Manzoni; en ello insiste la parroquia homónima de rito ambrosiano, perteneciente a la archidiócesis de Milán.

## Historia
Los frailes de la Orden de los Mínimos obtuvieron, en 1675, la iglesia de Sant'Anastasia y el convento contiguo, donde ya habían residido entre 1599 y la década de 1620; el complejo estaba ubicado en la calle Porta Nuova, en la esquina con el barrio de Monte. En 1727 se iniciaron las obras de ampliación del convento, que nunca se terminaron (de hecho, sólo se completó un ala); Al mismo tiempo, el arquitecto Marco Bianchi recibió el encargo de diseñar una iglesia nueva y más grande, que lleva el nombre del fundador de la Orden de los Mínimos, San Francisco de Paula. La construcción se inició en 1728 y el templo fue consagrado el 22 de septiembre de 1735, quedando terminada la parte estructural pero no el aparato decorativo. De hecho, la fachada permaneció inacabada en el orden superior, consistiendo únicamente en la estructura de ladrillo rojo hasta 1891.
A lo largo del siglo XVIII y el siglo siguiente el edificio fue embelleciéndose progresivamente en su interior: entre 1749 y 1753, por obra de Giuseppe Buzzi, se construyó el altar mayor; la decoración del presbiterio en 1868; la fachada, que quedó inacabada en la parte superior, fue terminada según diseño de Emilio Alemagna en 1891. 
El convento fue suprimido en 1804 y desde entonces la iglesia, elevada a parroquia en 1787, quedó confiada al clero diocesano.
Allí se celebró el funeral de Giuseppe Verdi el 30 de enero de 1901.

## Descripción

### Externo

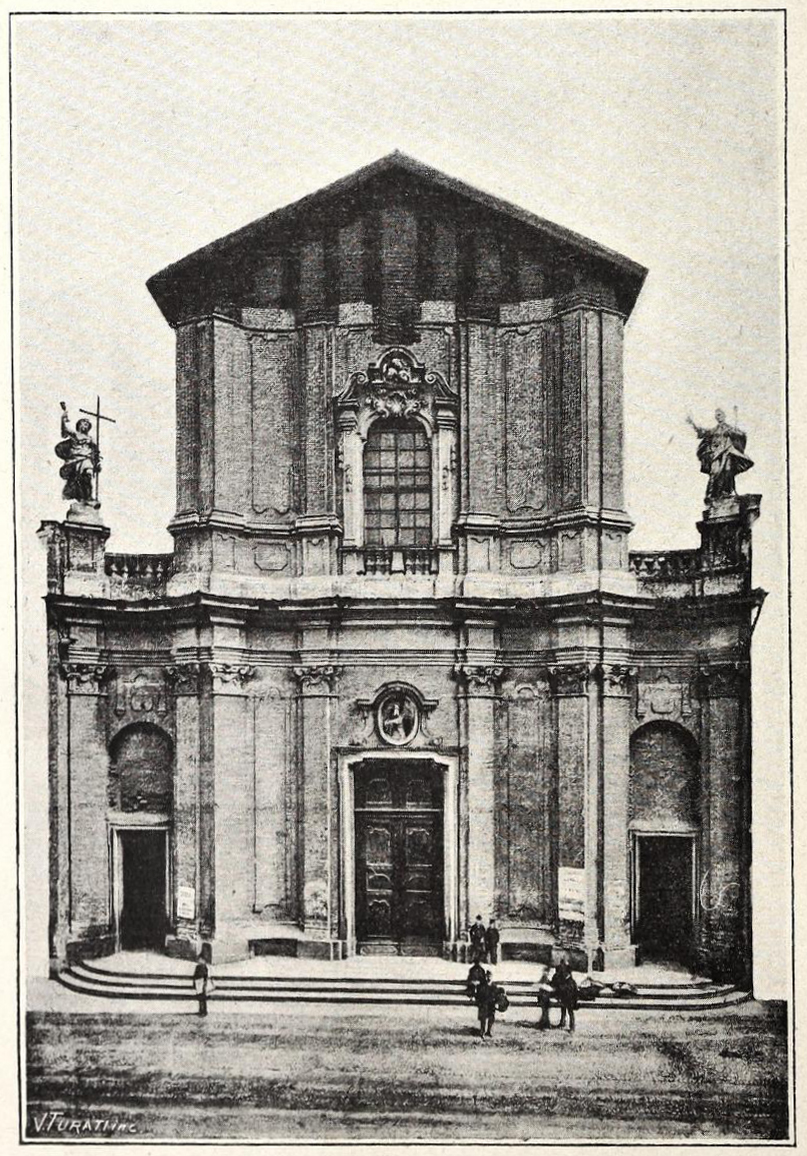
La antigua fachada en una fotografía anterior a 1889

La fachada da a Via Manzoni y está precedida por un cementerio elevado unos escalones por encima del nivel de la calle, terminado en 1739. La fachada, inacabada en 1735 (año de consagración y apertura al culto de la iglesia), se completó en 1891 en estilo barroco según un diseño de Emilio Alemagna, después de que una propuesta del arquitecto Carlo Amati fuera rechazada en 1839. Las obras del nuevo frente se iniciaron en agosto de 1889 gracias a una suscripción de los feligreses recaudada por el párroco Don Stefano Sormani; El arquitecto Alemagna, que aportó su trabajo de forma gratuita, fue elegido por su experiencia como intérprete de la arquitectura de los dos siglos anteriores. A finales de 1891 se terminaron las obras por un coste total de 64 690 liras. 
La fachada de Alemagna tiene forma curva cóncava y está dividida en dos órdenes por una cornisa saliente; el primer piso tiene tres portales rematados por frontones y ventanas elípticas; En general, está marcado por ocho pilastras corintias. El orden superior se centra en un gran ventanal suntuosamente decorado y rematado por un escudo que lleva el lema en latín " CHARITAS " del santo titular de la iglesia, a los lados hay dos terrazas con balaustradas que sostienen dos estatuas de Fe y Esperanza.
Detrás de la iglesia, a la derecha, se levanta el campanario, que remata en lo alto con una pequeña cúpula; la celda se abre a cada lado con una única ventana ojival con arco de medio punto, y acoge un concierto de cinco campanas en mi ♭ 3 fundidas por Luigi y Giorgio Ottolina de Seregno en 1949 y accionadas exclusivamente por cuerdas.

### Interno

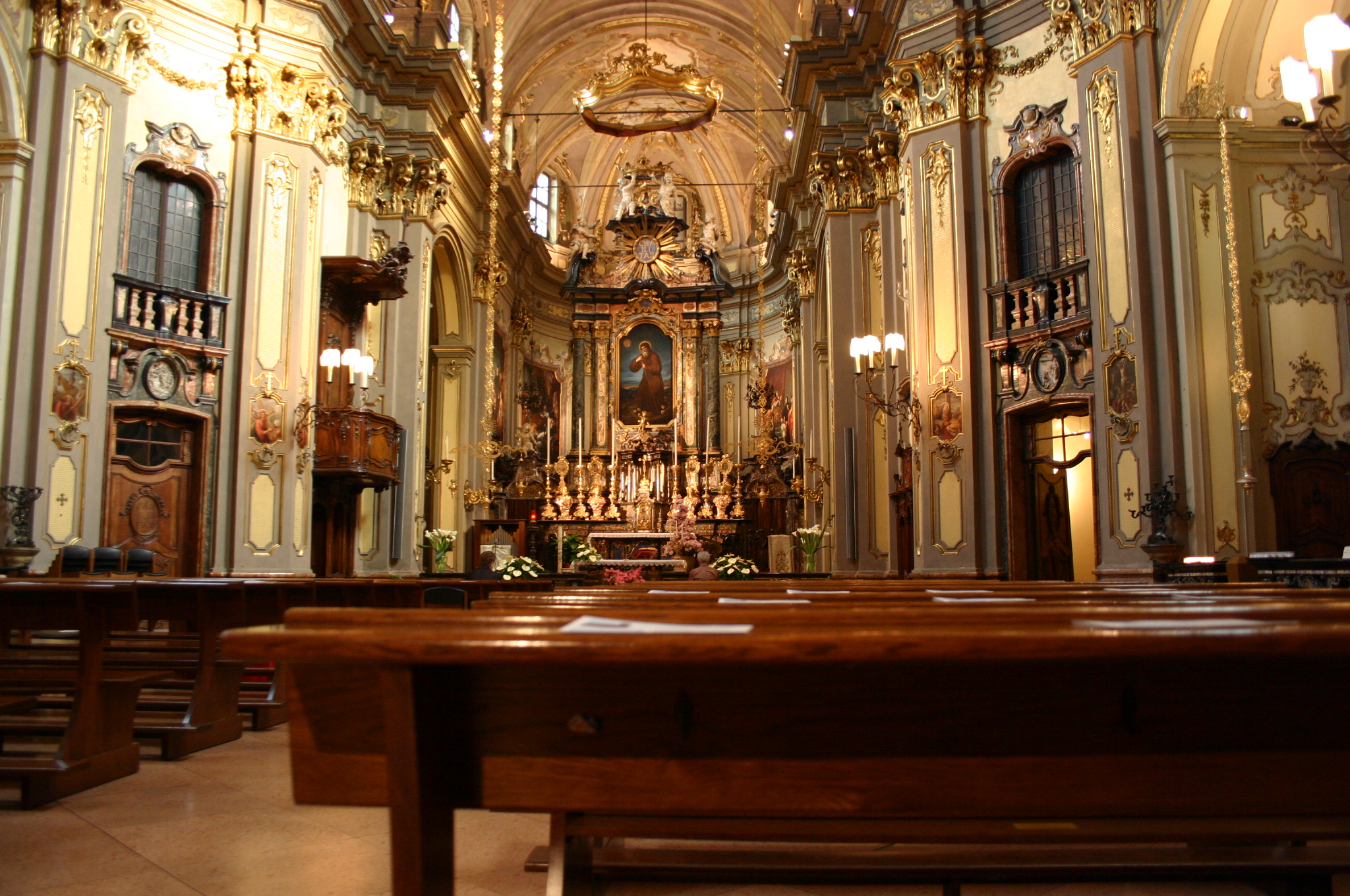
Interno

Internamente, la iglesia se caracteriza por una planta particular que recuerda la forma de un contrabajo: se compone de una sola nave de planta rectangular con esquinas redondeadas, y un profundo ábside donde se ubican el presbiterio y el coro.
Los muros de la sala, amenizados por concavidades, están decorados con grupos de grandes pilastras corintias con capiteles dorados, alternándose con las capillas laterales, dos a cada lado; la bóveda está decorada con el fresco Gloria de San Francesco di Paola de Carlo Maria Giudici mientras que, encima de las puertas laterales, hay óvalos esculpidos por Giuseppe Perego que representan los Milagros de San Francesco di Paola . 

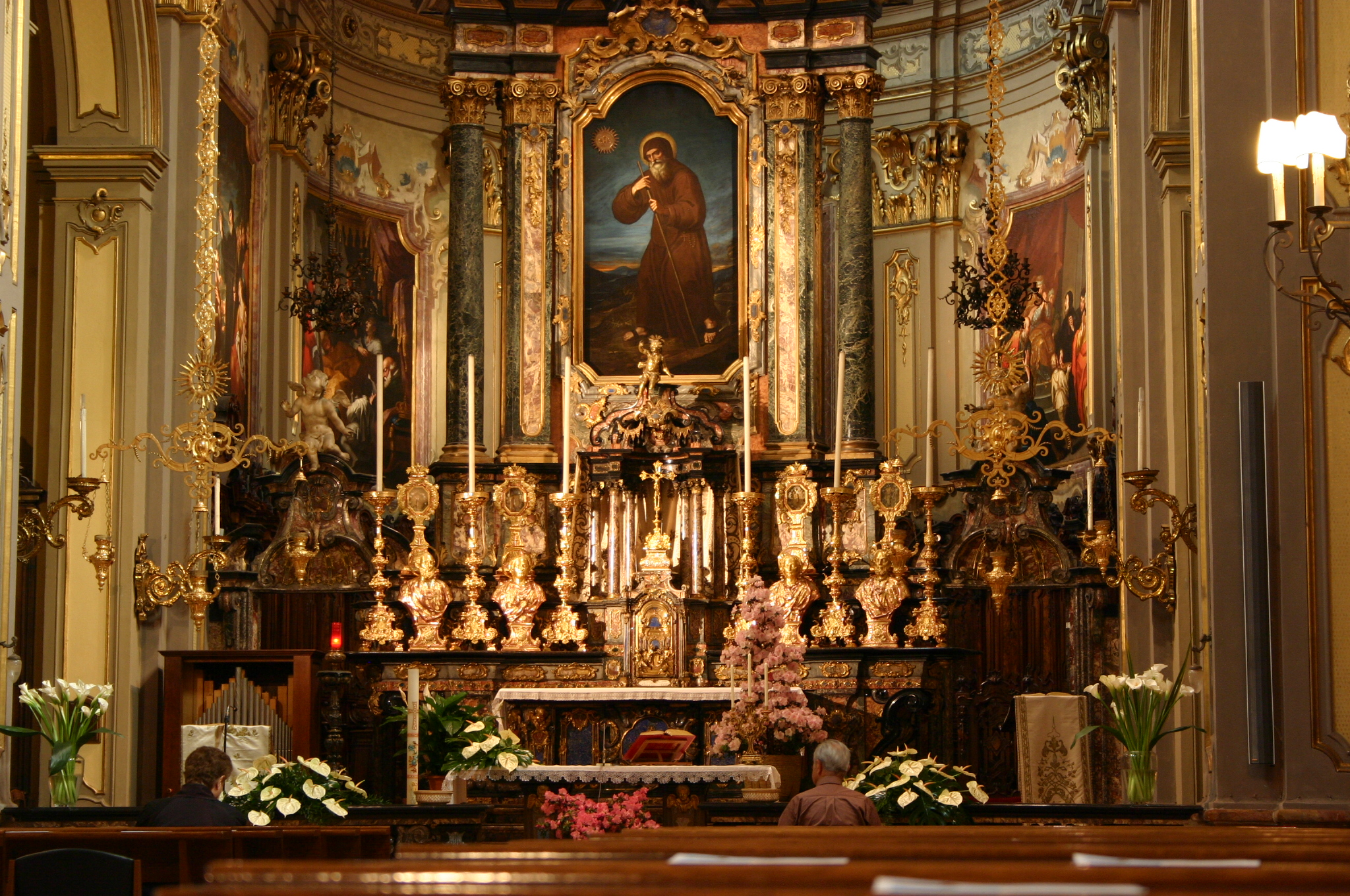
el altar mayor

En el presbiterio, delimitado por una balaustrada de mármol, se encuentra el altar mayor de mármol policromado, realizado entre 1749 y 1753 por Giuseppe Buzzi, con un retablo que representa al santo dedicado de la iglesia en el centro del retablo. En el ábside, a lo largo de los muros, en dos órdenes, se sitúa la sillería del coro de madera. 

### Órganos
En la iglesia hay dos órganos: el mayor, en estado de abandono desde hace décadas, está dividido en dos cuerpos (uno en el coro de la contrafachada, en el caso del anterior instrumento Serassi, otro dentro de una hornacina en el ábside, encima del coro) fue construido en 1924 por la empresa Balbiani-Vegezzi Bossi (Milán) e inaugurado el mismo año por Marco Enrico Bossi.
En el ábside se encuentra también un órgano positivo de cinco registros, construido a finales del siglo XX por Gianfranco Torri (Cesano Boscone).